# Centavo

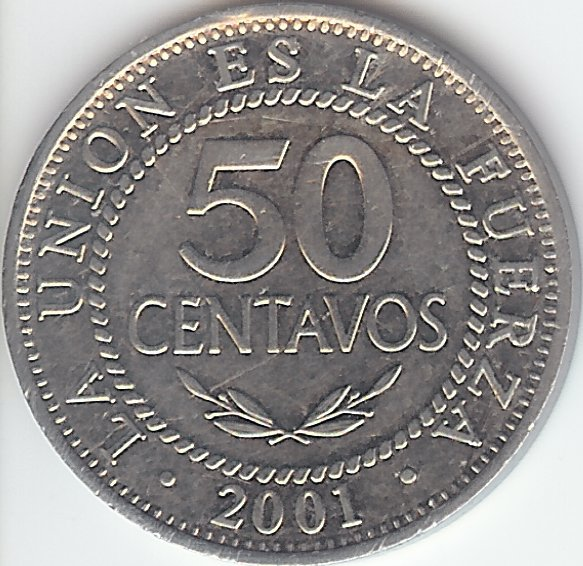
50 bolivianische Centavos

Ein Centavo (von lateinisch centum „hundert“, über das spanische bzw. portugiesische Wort cento) ist in vielen, vor allem in spanisch- oder portugiesischsprachigen Ländern die kleinste Währungseinheit (ein Hundertstel der Basiseinheit, vor allem ein Hundertstel Peso oder ein Hundertstel Escudo).
Gegenwärtig (Oktober 2006) wird der Centavo (abgekürzt c, auch ¢; Plural: Centavos, abgekürzt cts, auch ctvs, cvs, C und CT) in folgenden Ländern benutzt (in Klammern der Name der Basiseinheit):
- Argentinien (Peso)
- Bolivien (Boliviano)
- Brasilien (Real)
- Chile (Peso)
- Dominikanische Republik (Peso)
- El Salvador (Colón)
- Guatemala (Quetzal)
- Honduras (Lempira)
- Kap Verde (Escudo)
- Kolumbien (Peso)
- Kuba (Peso)
- Mexiko (Peso)
- Mosambik (Metical)
- Nicaragua (Córdoba Oro)
- Philippinen (Peso),

ferner in Osttimor  und Ecuador, wo der US-Dollar Landeswährung ist, die Münzen jedoch im Lande geprägt werden und nicht Cent, sondern Centavo in Osttimor bzw. Centavo del Sucre in Ecuador heißen.
Früher gab es Centavos auch noch in
- Ecuador (Sucre, 1884–2000; noch heute existiert der Centavo als Untereinheit des US-Dollars)
- Guinea-Bissau (Peso, 1975–1997)
- Paraguay (Peso, –1943)
- Peru (Sol, –1985)
- Portugal (Escudo, –1999/2002)

In Portugal war der Centavo allerdings schon lange vor Einführung des Euros nicht mehr in Gebrauch.
In Argentinien, Bolivien, Brasilien, Nicaragua und Osttimor war Centavo auch schon die Bezeichnung für ein Hundertstel von einem oder mehreren Vorgängern der heute gültigen Währung.